# کنجکاوی (ئی‌پی)
کنجکاوی (به انگلیسی: Curiosity) دومین آلبوم چندآهنگهٔ خوانندهٔ کانادایی کارلی ری جپسن می‌باشد که در ۱۴ فوریهٔ سال ۲۰۱۲ از سوی ۶۰۴ رکوردز منتشر گردید. کنجکاوی از لحاظ موسیقایی اثری پاپ است که تحت تأثیر ژانرهای مختلفی نظیر دنس پاپ، فولک و آراندبی قرار دارد و محتوای اشعار آن عمدتاً در مورد عشق هستند.